# Năm nước xưng vương
Năm nước xưng vương (chữ Hán: 五国相王, Hán Việt: Ngũ quốc tương vương), là một sự kiện chính trị quan trọng xảy ra vào giữa thời Chiến Quốc trong lịch sử Trung Quốc.

## Các nước xưng vương
Từ khi lập quốc, các đời thiên tử nhà Chu đều tự xưng tước vương, còn các nước chư hầu được phong các tước vị nhỏ hơn như Công, Hầu, Bá, Tử, Nam để giữ sự độc tôn về tước vị cho thiên tử. Tuy nhiên khi bước sang thời Xuân Thu, nhà Chu suy yếu, một số nước chư hầu phát triển lớn mạnh, lấn át các nước khác và bắt đầu tự đưa mình lên ngang hàng với vua nhà Chu, mở đầu là nước Sở (704 TCN), sau đó là Ngô và Việt, nhưng cũng chỉ là số ít trong số chư hầu, đa phần các nước khác nếu muốn làm bá chủ đều phải mựon danh nghĩa thiên tử để ra lệnh cho chư hầu. Sang thời Chiến Quốc, các nước chư hầu càng phát triển mạnh hơn và cũng không thèm dùng đến danh nghĩa của thiên tử nhà Chu nữa, lần lượt ra mặt xưng vương. Năm 334 TCN, hai nước chư hầu là Ngụy và Tề hội nhau ở Từ Châu, cùng nhau làm lễ tự xưng vương hiệu.
Trong khi đó ở phía tây, thế lực nước Tần phát triển lớn mạnh sau biến pháp Thương Ưởng, vua Tần Huệ vương cũng làm lễ xưng vương năm 325 TCN, sau đó nước Hàn cũng tự xưng vương năm 324 TCN. Tần Huệ Vương chủ trương liên kết với Tề, Sở cùng chống lại Tam Tấn (Hàn, Triệu, Ngụy) Trước tình hình đó, người nước Ngụy là Công Tôn Diễn phát động phong trào hợp tung chống Tần, được vua nước Ngụy phong làm tướng quốc.
Năm 323 TCN, Công Tôn Diễn hội vua năm nước chư hầu là Ngụy, Hàn, Yên, Tống và Trung Sơn để làm lễ xưng vương cho các vua chư hầu. Lúc bấy giờ, Hàn và Ngụy đã xưng vương, ba nước còn lại chưa có vương hiệu. Theo đề nghị của Công Tôn Diễn, vua ba nước Yên, Tống và Trung Sơn bỏ tước hiệu cũ, tự xưng là vương (Yên Dịch vương, Tống Khang vương, Trung Sơn vương Thác), thực hiến kế hoạch chống lại ba cường quốc Tần, Tề, Sở.

## Nỗ lực ly gián của Tề
Sau khi được tin năm nước xưng vương, Tề Tuyên vương dùng kế phá hợp tung, bắt đầu từ việc ép nước Trung Sơn bỏ vương hiệu. Vua Tề sai sứ xin liên minh với nước Triệu và nước Ngụy cùng phế tước vương của vua Trung Sơn. Để đối phó, vua Trung Sơn cử Trương Đăng sang nước Tề, khuyên tướng quốc Điền Anh. Trương Đăng khuyên Điền Anh rằng nếu mời Triệu, Ngụy đánh Trung Sơn thì Trung Sơn sẽ quy phục Triệu, Ngụy chứ không theo Tê, chi bằng mời vua Trung Sơn tới hội kiến, đồng ý công nhận tước vương của Trung Sơn, đồng thời bắt vua Trung Sơn tuyệt giao với nước Triệu và nước Ngụy.
Điền Anh đồng ý làm theo. Trương Đăng lại đến Triệu và Ngụy rằng Tề đồng ý cho vua Trung Sơn xưng vương là có ý dùng quân Trung Sơn để đánh hai nước, và khuyên Triệu và Ngụy không nên theo Tề. Kế sách ly gián của vua Tề bất thành.
Tề Tuyên vương chưa bỏ cuộc, lại sang liên minh với nước Yên và nước Triệu cùng đánh Trung Sơn, nhưng cũng không thành công.

## Ý nghĩa
Sự kiện năm nước xưng vương đã đánh dấu việc thành lập liên minh hợp tung chống Tần lần đầu tiên do Công Tôn Diễn đề xuất. Cũng kể từ đó, các nước chư hầu đã hoàn toàn không còn coi vua nhà Chu là thiên tử nữa (dù là trên danh nghĩa), khiến nhà Chu mất đi hoàn toàn quyền uy trong mắt của các chư hầu. Thế lực nhà Chu ngày một suy yếu, từ đó lại phải cư xử nhũn nhặn với chính các chư hầu của mình, nhưng vẫn không tránh được việc diệt vong gần 70 năm sau.